# Fuentes de Valdepero
Fuentes de Valdepero – gmina w Hiszpanii, w prowincji Palencia, w Kastylii i León, o powierzchni 42,93 km². W 2011 roku gmina liczyła 347 mieszkańców.